# التفسير الديني

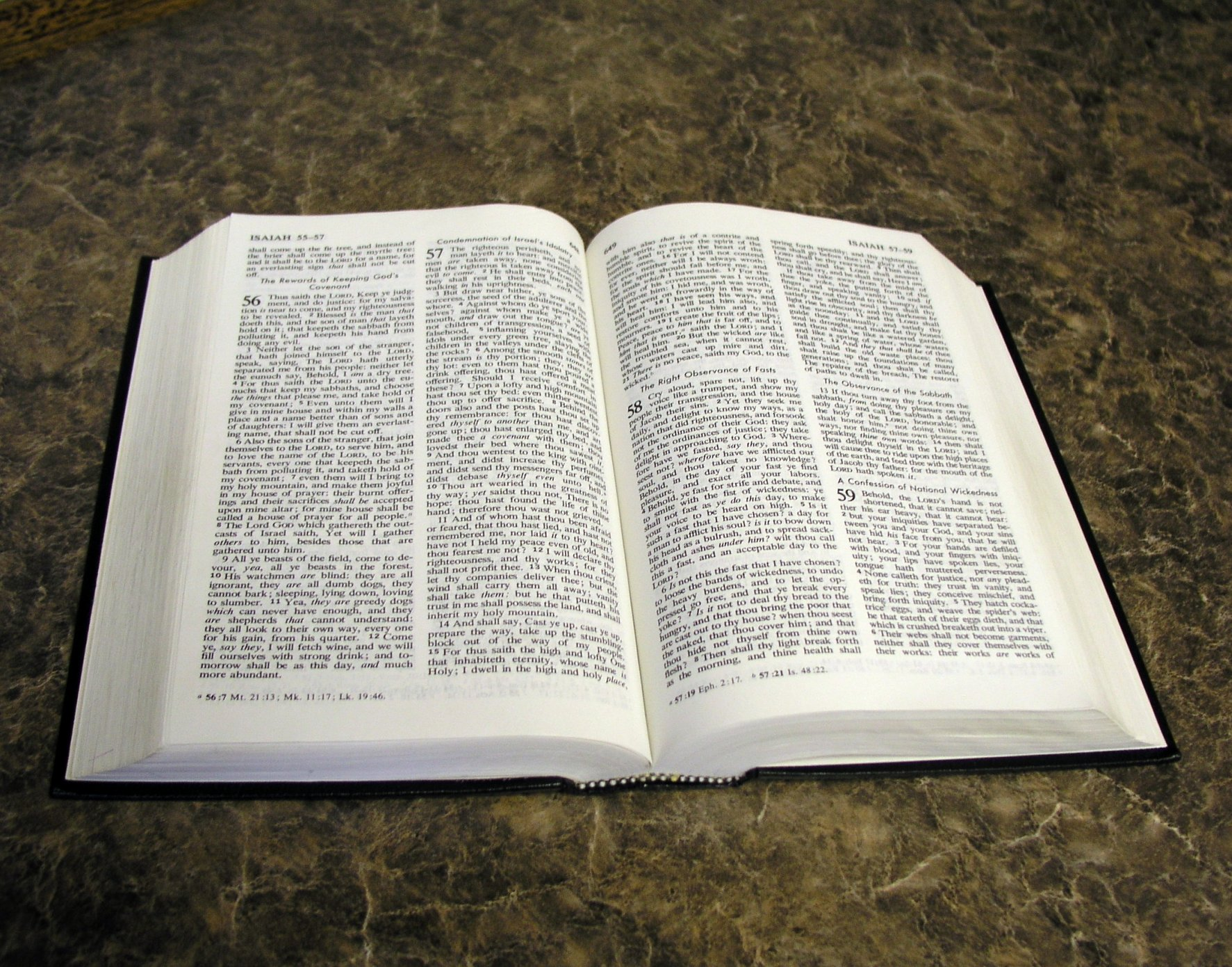

التفسير الديني هو تفسير نقدي أو تفسير لنص خاصةً نص ديني. تقليديا، كان المصطلح يستخدم في المقام الأول للعمل مع الكتاب المقدس؛ ومع ذلك، في الاستخدام الحديث، يتم استخدام «التفسير الكتابي» لمزيد من التحديد لتمييزه عن أي تفسير نصي نقدي أوسع.
يتضمن التفسير مجموعة واسعة من التخصصات النقدية: النقد النصي هو التحقيق في تاريخ النص وأصوله، ولكن قد يشمل التفسير دراسة الخلفيات التاريخية والثقافية للمؤلف والنص والجمهور الأصلي. تتضمن التحليلات الأخرى تصنيفًا لنوع النوع الأدبي المعروض في النص وتحليل سمات النحوية والنحوي في النص نفسه.
تم استخدام المصطلحين التفسير وعلم التأويل بالتبادل.

## شرح الكتاب المقدس
يُعرف الشكل الشائع المنشور من التفسير الكتابي بتعليق الكتاب المقدس وعادة ما يتخذ شكل مجموعة من الكتب، كل منها مخصص لـ exposition لواحد أو اثنين أسفار الكتاب المقدس. الكتب الطويلة أو تلك التي تحتوي على الكثير من المواد إما للتكهنات اللاهوتية أو التاريخي النقدي، مثل سفر التكوين أو المزامير يمكن تقسيمها مجلدين أو ثلاثة. بعض الكتب مثل الأناجيل الأربعة قد تكون متعددة أو ذات مجلد واحد بينما الكتب القصيرة مثل الأسفار القانونية الثانية أجزاء من دانيال، إستير، وإرميا (أي كتاب سوزانا، صلاة عزريا، بيل والتنين، إضافات إلى إستير كتاب باروخ ورسالة إرميا) أو الرعوية أو رسائل يوحنا غالبًا ما يتم اختصارهما في مجلد واحد.
قد يكون شكل كل كتاب متطابقًا أو يسمح بالاختلافات في المنهجية بين العديد من المؤلفين الذين يتعاونون لكتابة تعليق كامل. يتكون تعليق كل كتاب بشكل عام من خلفية وقسم تمهيدي متبوعًا بتعليق مفصل للكتاب مقطوعة، حسب المقطع أو كل بيت على حدة. قبل القرن العشرين، كان كاتب التعليق يكتبه مؤلف وحيد، لكن مجلس النشر اليوم سيكلف فريقًا من العلماء بكتابة تعليق مع تقسيم كل مجلد بينهم.
سيحاول تعليق واحد بشكل عام تقديم وجهة نظر متماسكة وموحدة حول الكتاب المقدس ككل، على سبيل المثال، من منظور كاثوليكية أو إصلاحية (كالفيني)، أو تعليق يركز على النقد النصي أو النقد التاريخي من وجهة نظر علمانية. ومع ذلك، سوف يميل كل مجلد حتمًا نحو التركيز الشخصي لمؤلفه، وفي أي تعليقات قد يكون هناك تنوع كبير في العمق والدقة والقوة النقدية أو اللاهوتية لكل مجلد.

## المسيحية

### المشاهدات
الأساليب التفسيرية المسيحية الرئيسية هي التاريخية النحوية، والنقد التاريخي، والوحي، والعقلاني. إن الطريقة التاريخية النحوية هي طريقة مسيحية التأويلية تسعى جاهدة لاكتشاف المعنى الأصلي المقصود لمؤلف الكتاب المقدس في النص. إنها الطريقة الأساسية للتفسير للعديد من المفسرين البروتستانت المحافظين الذين يرفضون الأسلوب التاريخي النقدي بدرجات مختلفة (بدءًا من الرفض الكامل للنقد التاريخي للبعض أصولي البروتستانت إلى القبول المعتدل لها في الكنيسة الكاثوليكية منذ البابا بيوس الثاني عشر) وثيقة اللجنة الكتابية "تفسير الكتاب المقدس في الكنيسة "المنهج التاريخي النقدي هو الأسلوب الذي لا غنى عنه للدراسة العلمية لمعنى النصوص القديمة." على النقيض من الاعتماد الكبير على التفسير التاريخي النقدي، غالبًا لاستبعاد جميع التأويلات الأخرى في المسيحية الليبرالية.
النقد التاريخي المعروف أيضًا بالمنهج التاريخي النقدي أو النقد الأعلى هو فرع من النقد الأدبي الذي يبحث في أصول النصوص القديمة لفهم «العالم وراء النص». يتم ذلك لاكتشاف النص الأصلي أو الأصلي المعنى في سياقه التاريخي الأصلي ومعناه الحرفي.
يعتبر التفسير المكشوف أن الروح القدس مستوحى من الكتاب المقدس مؤلفو النصوص الكتابية، وبالتالي فإن كلمات هذه النصوص تنقل إلهًا رؤيا في وجهة النظر هذه للتفسير، ينطبق مبدأ «المحسوس» أنه بسبب تأليفه الإلهي فإن للكتاب المقدس «معنى أكمل» مما قصده مؤلفوه البشر أو كان من الممكن أن يتوقعوه.
يؤسس التفسير العقلاني عمليته على فكرة أن المؤلفين لديهم إلهام خاص بهم (بهذا المعنى مرادف لـ الإلهام الفني) لذا فإن أعمالهم هي نتاج البيئة الاجتماعية والذكاء البشري لمؤلفيهم.

### الكاثوليكية
- مدرسة الكتاب المقدس في القدس تأسست عام 1890 من قبل النظام الدومينيكي ماري جوزيف لاغرانج. انخرطت المدرسة في أزمة الحداثة واضطرت إلى تقليص أنشطتها العهد الجديد إلى ما بعد الفاتيكان الثاني.
- أثر المعهد البابوي البابوي في روما، فرع من اليسوعيين الجامعة الغريغورية، على التفسير الكاثوليكي من خلال التدريس ومن خلال اللجنة الكتابية البابوية.

### البروتستانتية
لأكثر من قرن اشتهرت الجامعات الألمانية مثل توبنغن كمراكز للتفسير. في الولايات المتحدة الأمريكية أصبحت مدارس اللاهوت في  شيكاغو وهارفارد وييل مشهورة.

## الفلسفة الهندية
مدرسة ميمامسا في الفلسفة الهندية المعروفة أيضًا باسم  Pūrva Mīmāsā (الاستعلام «السابق»، أيضًا  Karma-Mīmāṃsā ) على عكس  Uttara Mīmāsā  (الاستفسار «اللاحق»، أيضًا  Brahma-Mīmāsā ) يهتم بشدة بالتفسير النصي وبالتالي أدى إلى ظهور لدراسة فقه اللغة وفلسفة اللغة. إن مفهومها عن الشبدة «الكلام» كوحدة غير قابلة للتجزئة للصوت والمعنى (الدال والمدلول يرجع إلى بهارتاري (القرن السابع).

## الأسلام
التفسير ((بالعربية: تفسير) ، «تفسير»، «تفسير») هي الكلمة العربية للتفسير أو التفسير، وعادةً ما تكون من القرآن. مؤلف التفسير هو mufassir ((بالعربية: 'مُفسر)،' mufassir '، الجمع: (بالعربية: مفسرون)،  mufassirūn ).
لا يشتمل التفسير على تفسيرات الباطنية أو الصوفي، والتي تغطيها الكلمة ذات الصلة «تأويل». تستشهد منظمة شيعي مشروع مكتبة أهل البيت الرقمية الإسلامية بالإسلام النبي محمد على أن القرآن له معنى داخلي وأن هذا المعنى الداخلي يخفي معنى داخليًا أعمق لدعم هذا الرأي. كان أتباع الناس لـ التصوف وعلم الكلام رائدين في هذا الفكر.

## اليهودية
يظهر أشكال التفسير اليهودية التقليدية في جميع أنحاء الأدب الحاخامي والتي تشمل المشناه، والتلمود، والمدراش.
- تفسير الكتاب المقدس وغرفة قراءة التطبيق
- JewishEncyclopedia.com
- مشروع التعليقات المسمارية

1. ↑  Elwell، Walter A. (1984). Evangelical Dictionary of Theology. Grand Rapids, Mich.: Baker Book House. ISBN:978-0-8010-3413-8.
2. ↑  Soulen، Richard N.؛ Soulen, R. Kendall (2001). Handbook of biblical criticism (ط. 3rd ed., rev. and expanded.). Louisville, Ky.: Westminster John Knox Press. ص. 78. ISBN:978-0-664-22314-4. مؤرشف من الأصل في 2022-06-12.
3. ↑  "Journal of Higher Criticism". مؤرشف من الأصل في 2020-12-10. اطلع عليه بتاريخ 2020-12-17.
4. ↑  Soulen، Richard N. (2001). Handbook of Biblical Criticism. John Knox. ص. 79. مؤرشف من الأصل في 2022-06-12.
5. ↑  "al-Baydawi's "Anwar al-Tanzil wa Asrar al-Ta'wil" with Frontispiece". World Digital Library. مؤرشف من الأصل في 2018-08-04. اطلع عليه بتاريخ 2013-02-28.
6. ↑  Ahlul Bayt Digital Islamic Library Project, The Teachings of the Qur'an نسخة محفوظة 2006-06-16 على موقع واي باك مشين..

قالب:علم اللاهوت المسيحي
قالب:مواضيع الخلق
التصنيف: المصطلحات الدينية